# ليزر ديناميكي للغاز
الليزر الديناميكي للغاز ( GDL ) هو ليزر يعتمد على الاختلافات في سرعات الاسترخاء لحالات الاهتزازات الجزيئية . يتميز وسط غاز الليزر بخصائص تجعل حالة الاهتزازات المنخفضة بقوة تسترخي بشكل أسرع من حالة الاهتزازات القوية ، وبالتالي يتم تحقيق انعكاس لمجموعة منها في وقت معين. اخترعها إدوارد جيري وآرثر كانترويتز في مختبر أبحاث أفكو إيفريت في عام 1966. 
عادةً ما تستخدم الليزر الديناميكي للغاز النقي غرفة احتراق ، وفوهة التمدد الأسرع من الصوت ، وثاني أكسيد الكربون ، في خليط مع النيتروجين أو الهيليوم ، كوسط لليزر .
يمكن ضخ الليزر الديناميكي للغاز عن طريق الاحتراق أو التمدد الحراري للغاز. يو مكن استخدام أي غاز ساخن ومضغوط وله خاصية اهتزازية مناسبة.
الليزر الديناميكي للغاز الذي يتم ضخه بشكل متفجر هو نسخة من ليزر ديناميكي للغاز يتم ضخه عن طريق تمدد النواتج الانفجارية. يعتبر هيكسانيتروبنزين و / أو رباعي نترات الميثان مع مسحوق معدني هو المادة المتفجرة المفضلة. يمكن أن يكون لهذا الجهاز خرج طاقة نبضي مرتفع للغاية مناسب لأسلحة الليزر .

## طريقة العمل
1. يتم توليد غاز مضغوط ساخن.

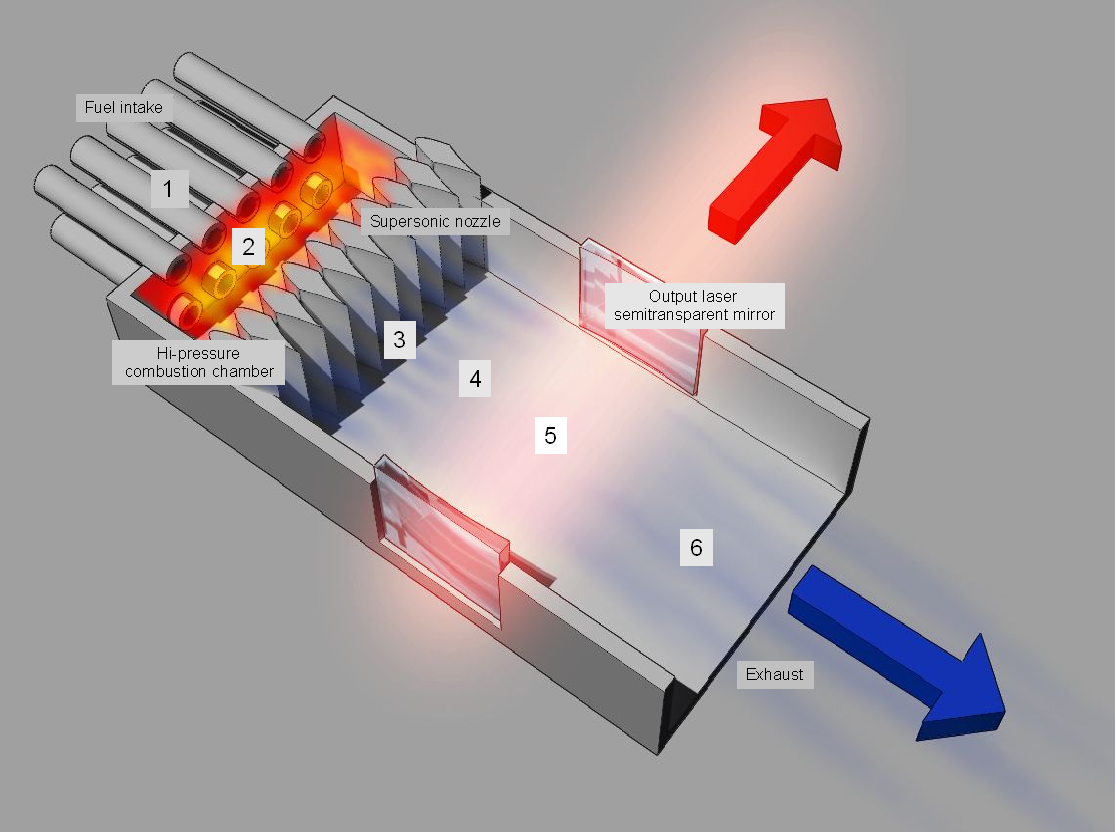
مكونات الليزر الديناميكي للغاز ووظيفته

2. يتمدد الغاز من خلال فوهة التمدد بسرعة دون سرعة الصوت أو أسرع من الصوت ، وتنخفض درجة حرارة الغاز ووفقًا لتوزيع ماكسويل بولتزمان ، لا يكون الغاز في حالة توازن ديناميكي حراري حتى تسترخي حالات الاهتزاز.
3. يتدفق الغاز عبر أنبوب بطول معين لفترة زمنية معينة. في هذا الوقت ، تسترخي حالة الاهتزازات المنخفضة ولكن حالة الاهتزازات الشديدة لا تسترخي. وهكذا يتحقق فصل المجموعتين.
4. يتدفق الغاز عبر مساحة مرآة حيث يحدث الانبعاث المحفّز .
5. يعود الغاز إلى التوازن ويصبح دافئًا. فيجب إزالته من تجويف الليزر وإلا فسوف يتداخل مع الديناميكا الحرارية واسترخاء الحالة الاهتزازية للغاز المتمدد .

## تطبيقات
يستخدم أي ليزر كيميائي تقريبًا عمليات ديناميكية الغاز لزيادة كفاءته.
كفاءة عالية في استخدام الطاقة (تصل إلى 30٪) وينتج طاقة عالية جدًا تجعل الليزر الديناميكي للغاز مناسبة لبعض التطبيقات (وبصفة خاصة العسكرية).

## أنظر أيضا
- ليزر الغاز
- الليزر الكيميائي
- ليزر ثاني أكسيد الكربون
- نمط (فيزياء)